# Borecznik rudy
Borecznik rudy (Neodiprion sertifer) – gatunek owada z rodziny borecznikowatych. Szkodnik występujący w lasach wyżynnych. 
Owad ten występuje w lasach na wyżynach, roi się w sierpniu, zasiedla przeważnie młode drzewka sosny pospolitej, kosodrzewiny, sosny czarnej, limby, wejmutki i innych sosen. Preferuje drzewostany rosnące na ubogich siedliskach w dobrze nasłonecznionych miejscach. Owalne jaja składa w pewnych odstępach do nacięć na brzegach igieł. Na wiosnę wylęgają się z nich larwy, które w maju i czerwcu gromadnie zgryzają starsze igły, lecz pozostawiają nienaruszone młode pędy. Mogą też placowato ogryzać soczystą korę. Zakończywszy żer opuszczają się na ziemię (niektóre pozostają nieco wyżej na pędach sosnowych lub na roślinności zielnej), gdzie przędą kokony. Przepoczwarczają się we wrześniu i wkrótce po tym wydostają się z kokonu owady doskonałe przez wycięty w jego górnej części okrągły otwór. Generacja roczna, ale w terenie górzystym, ponad 1500 m n.p.m. wskutek przelegiwania dwuletnia lub dłuższa. Szkody wyrządzane przez tego owada polegają na stratach w przyroście drzew. Duże znaczenie gospodarcze ma na terenach piaszczystych.
Zwalczanie: preparatami kontaktowymi, a także biopreparatami wirusowymi.